# Phostria aterrimalis
Phostria aterrimalis là một loài bướm đêm trong họ Crambidae.